# Armorial de la Cofradia di Santiago

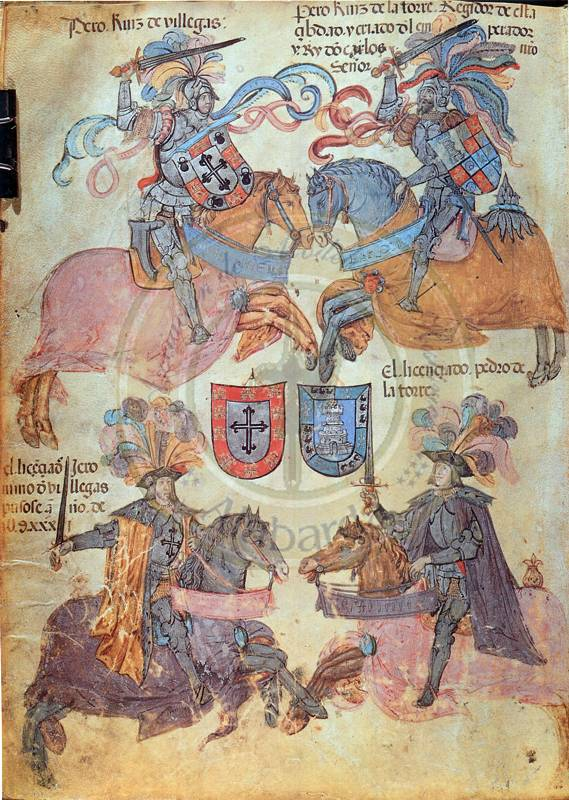
Le chevalier Ruiz de Villegas

L'armorial de la Cofradia di Santiago, est l'un des rares armoriaux équestres qui a survécu à ce jour en Espagne. L'auteur est anonyme et l'on suppose que sa création est antérieure au XIIIe siècle.